# 馬德里時裝周

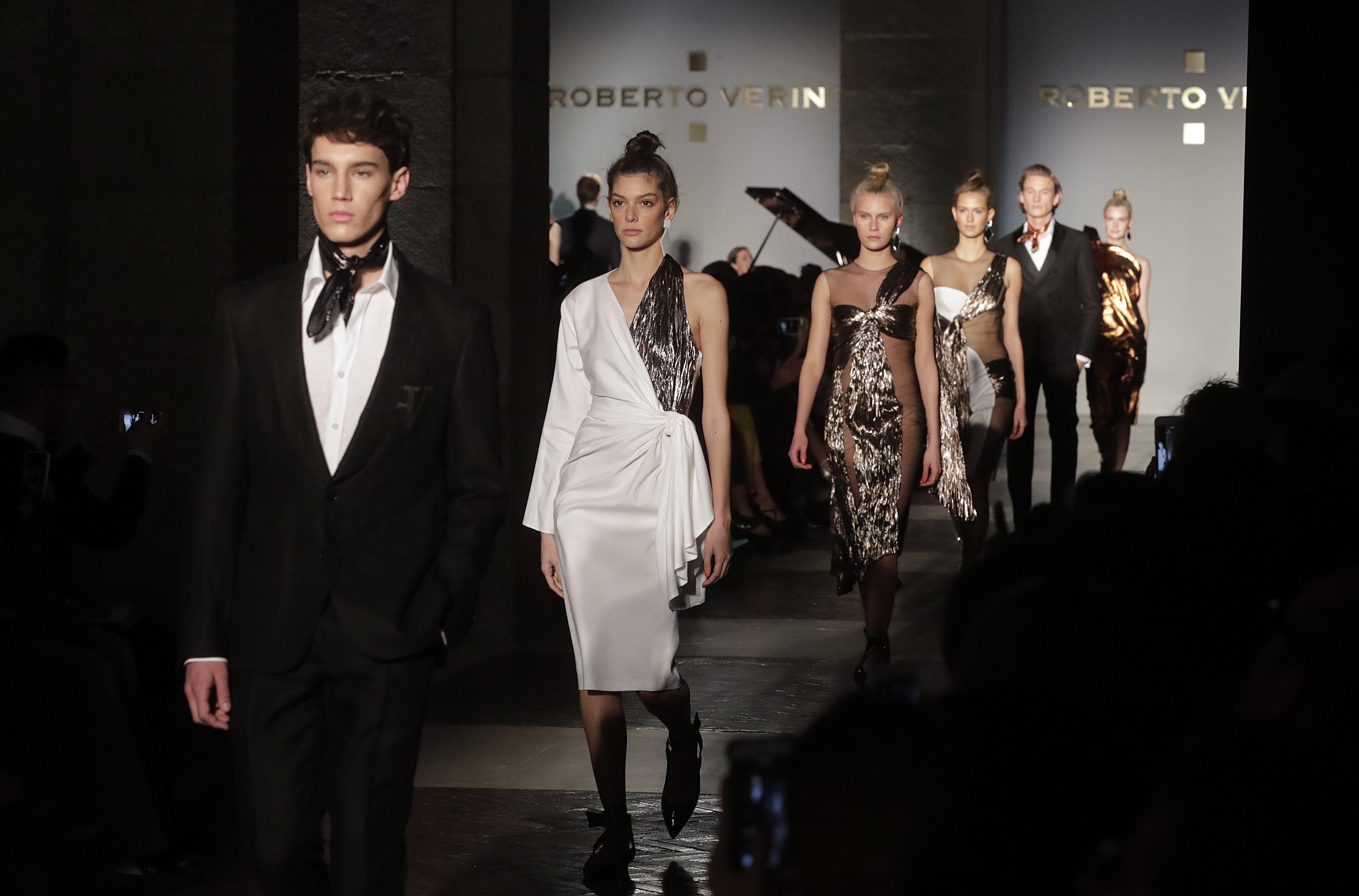
2017年的馬德里時裝周

马德里梅赛德斯-奔驰时装周（以前称为Cibeles、Pasarela Cibeles和Pasarela de Designers，有时也称为缩写MBFWM）成立于1974年，是每年在西班牙马德里举办两次的时尚活动。马德里时装周目前由梅赛德斯-奔驰赞助并冠名。
大部分活动在IFEMA举行，但时装秀也在城市的其他地方举行，如Real Casa de Correos、Real Fábrica de Tapices、Palacio de Cibeles、WiZink Center、Ateneo de Madrid或纳夫·博蒂彻(Nave Boetticher)等。除了时装周期间，部分品牌还在活动日程之外举办独立时装秀。

## 官方网站
- Mbfw-Madrid 马德里时装周 （页面存档备份，存于）